# 디지털 마오이즘
디지털 마오이즘(Digital Maoism)은 새로운 온라인 집단주의를 중국의 문화대혁명 시절 마오이즘에 빗댄 용어다. 미국의 미래학자이자 컴퓨터과학자인 재런 러니어가 2006년 처음 온라인 저널 "에지(Edge)"에 발표한 글 제목이기도 하다. 그는 "인터넷에서 다수를 형성하는 권력은 '우리는 결코 틀릴 수 없다'는 절대 진실의 오류에 빠져"있기 쉽다고 경고했다.